# Decora
Decora (Pyrus communis 'Decora') je ovocný strom, kultivar druhu hrušeň obecná z čeledi růžovitých. Plody jsou řazeny mezi odrůdy zimních hrušek, sklízí se v říjnu, dozrává v prosinci, skladovatelné jsou do února. K pravidelné plodnosti je nezbytná probírka plůdků.

## Historie

### Původ
Byla vyšlechtěna v ČR v roce 2000, ve šlechtitelské stanici v Těchobuzicích. Odrůda je křížencem odrůd 'Konference ' a 'Clappova'.

## Vlastnosti
Odrůda je cizosprašná. Vhodnými opylovači jsou odrůdy Konference, Jana, Amfora, Clappova, Williamsova.

### Růst
Růst odrůdy je střední až bujný. Habitus koruny nepravidelný, textura řídká.

## Plodnost
Plodí časně, hojně a s pravidelnou probírkou plůdků i pravidelně.

## Plod
Plod je kuželovitý, střední. Slupka hladká, žlutozeleně zbarvená s červeným líčkem. Dužnina je nažloutlá, se sladce navinulou chutí, šťavnatá.

## Choroby a škůdci
Odrůda je považována za středně odolnou proti strupovitosti ale velmi odolnou k rzivosti. Stejně jako ostatní odrůdy není odolná proti spále.

## Použití
Dobře snese přepravu. Je vhodná ke skladování a přímému konzumu. Odrůdu lze použít do středních a teplých poloh.